# Maersk Air
Maersk Air was een Deense low-costmaatschappij. De hub was Kastrup Airport in Kopenhagen. Maersk Air was een onderdeel van de A.P. Møller-Mærsk Group en vloog van 1969 tot 2005. In 2005 werd het gekocht door een IJslandse investeringsgroep. Maersk Air werd samengevoegd met Sterling Airlines, die de investeringsgroep datzelfde jaar ook had gekocht. De nieuw gevormde maatschappij werd Sterling Airlines genoemd. Een maand na oprichting werd Sterling Airlines doorverkocht aan Icelandic, die ook Icelandair bezit. Inmiddels is Sterling Airlines failliet en heeft alle operaties gestaakt.

## Geschiedenis
De A.P. Moller-Maersk Group zocht in de jaren 60 naar nieuwe investeringsmogelijkheden. Met hun ervaring op de internationale vrachtmarkt lag een vrachtmaatschappij voor de hand. De Deense luchtvaartwet verbood echter het aanbieden van gecharterde vrachtvluchten. In plaats daarvan nam de A.P. Moller-Maersk Group Falck Air over. Deze kleine Deense luchtvaartmaatschappij voerde vluchten uit tussen Kopenhagen en Odense. Falck Air werd hernoemd naar Maersk Air en drie nieuwe Fokker F-27 vliegtuigen werden aangekocht.
In 1971 werd Vágar op de Faeröer aan hun route-netwerk toegevoegd. In hetzelfde jaar sloot Maersk Air een overeenkomst met SAS en Cimber Air om een Deense regionale luchtvaartmaatschappij op te richten. Deze maatschappij werd Danair genoemd.
In 1973 werd de Boeing 707 aangeschaft om te voldoen aan de groeiende vraag naar vakantiecharters. Ook werden een aantal nieuwe helikopters aangekocht om de off-shore booreilanden te bedienen. Ook werd het ster-logo geïntroduceerd, en werd het eerste vliegtuig uitgerust met de nieuwe Maersk Air livery. Alle Falck Air-vliegtuigen zouden later worden overgespoten. In ditzelfde jaar werd besloten om te gaan bezuinigen. De financiële resultaten bleven achter bij de verwachtingen.
In 1976 werd de Boeing 737 geïntroduceerd in de vloot. Maersk Air werd een proefproject voor Boeing. Doordat Vágar een korte landingsbaan had, werden door Boeing testen uitgevoerd met de 737-vliegtuigen van Maersk Air.
In 1980 werden de eerste internationale routes gestart naar Stavanger in Noorwegen en naar Southend in Engeland. Ook kocht Maersk Air Kopenhagen Airport Services, wat nu Novia heet.
In 1990 nam het vervoer flink toe. Hierdoor werd de vloot flink uitgebreid. In datzelfde jaar kocht Maersk Air Estonia Air.
In 2004 introduceerde Maersk Air een nieuw kleurenschema. In datzelfde jaar werden de vluchten naar de Faeröereilanden gestaakt. Maersk Air tekende een overeenkomst met Atlantic Airways. Cimber Air had samen met Maersk Air een codeshare op deze route. Ondertussen voerde Cimber Air al alle vluchten uit naar Noorwegen en Zweden.
Op 30 juni 2005 werd Maersk Air verkocht aan de Icelandic Investment groep. Hierna werd Maersk Air in Sterling Airlines opgenomen. Sterling Airlines zou in 2008 failliet gaan, waarna delen daarvan door Cimber Sterling werden overgenomen.

## Vloot
De vloot van Maersk Air bestond uit de volgende toestellen:
- 5 Boeing 737-500
- 13 Boeing 737-700

Alle vliegtuigen zijn bij de verkoop in 2005 opgegaan in Sterling Airlines.